# Diaulomorpha arboris
Diaulomorpha arboris är en stekelart som först beskrevs av Girault 1924.  Diaulomorpha arboris ingår i släktet Diaulomorpha och familjen finglanssteklar. Inga underarter finns listade i Catalogue of Life.